# Eyal Ran
Eyal Ran (n. 21 de noviembre de 1972 en Qiryat Ono, Israel) es un exjugador israelí de tenis. Su mejor posición en el ranking de sencillos fue Nº138 (1997) mientras que en dobles alcanzó el puesto Nº71. Conquistó un título de dobles en 4 finales disputadas. Representó a su país en Copa Davis entre 1992 y 2000 y desde 2005 es el capitán del equipo israelí de Copa Davis.

## Títulos (1; 0+1)

### Dobles (1)
| Leyenda                |
| Grand Slam (0)         |
| Tennis Masters Cup (0) |
| ATP Masters Series (0) |
| ATP Tour (1)           |

| N.º | Fecha | Torneo   | Superficie    | Pareja         | Oponentes en la final    | Resultado  |
| --- | ----- | -------- | ------------- | -------------- | ------------------------ | ---------- |
| 1.  | 2000  | Bucarest | Tierra batida | Alberto Martín | Devin Bowen Mariano Hood | 7-6(4) 6-1 |